# Rái cá vuốt bé
Rái cá vuốt bé (Aonyx cinereus) là loài rái cá nhỏ nhất thế giới với cân nặng nhỏ hơn 5 kg. Chúng sống tại các đầm nước mặn và đất ngập nước ngọt ở Bangladesh, Myanmar, Ấn Độ, Hoa Nam, Đài Loan, Lào, Malaysia, Indonesia, Philippines, Thái Lan và Việt Nam. Loài này nổi bật với chiếc vuốt chân bé đặc trưng.

## Phân loại học
Rái cá vuốt bé trước đây được xem là loài duy nhất của chi Amblonyx; tuy nhiên các phân tích DNA ti thể đã khẳng định loài này thuộc chi Aonyx.
Tại Việt Nam có một phân loài là Aonyx cinerea fulvus (Pohle, 1920).

## Hình ảnh

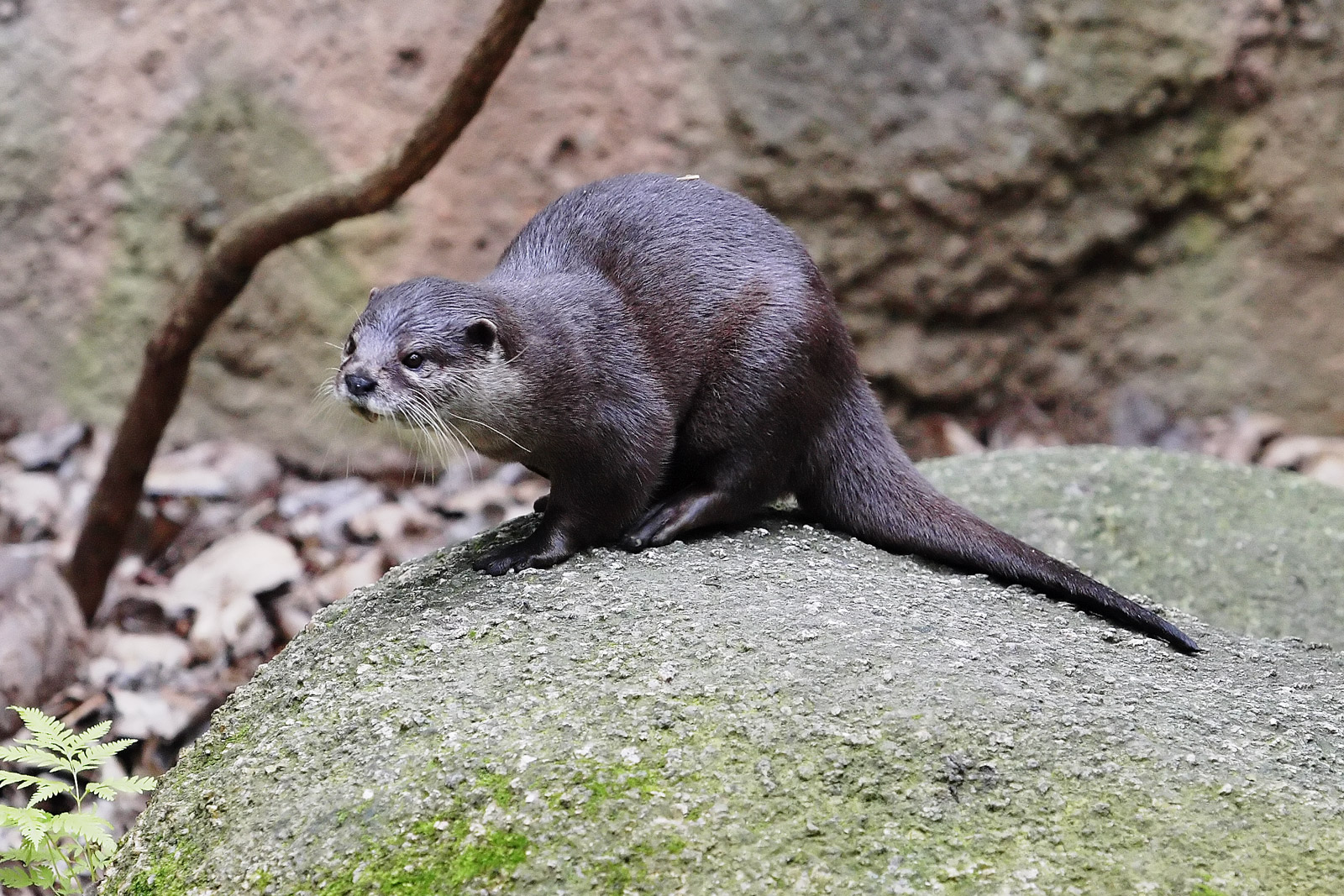
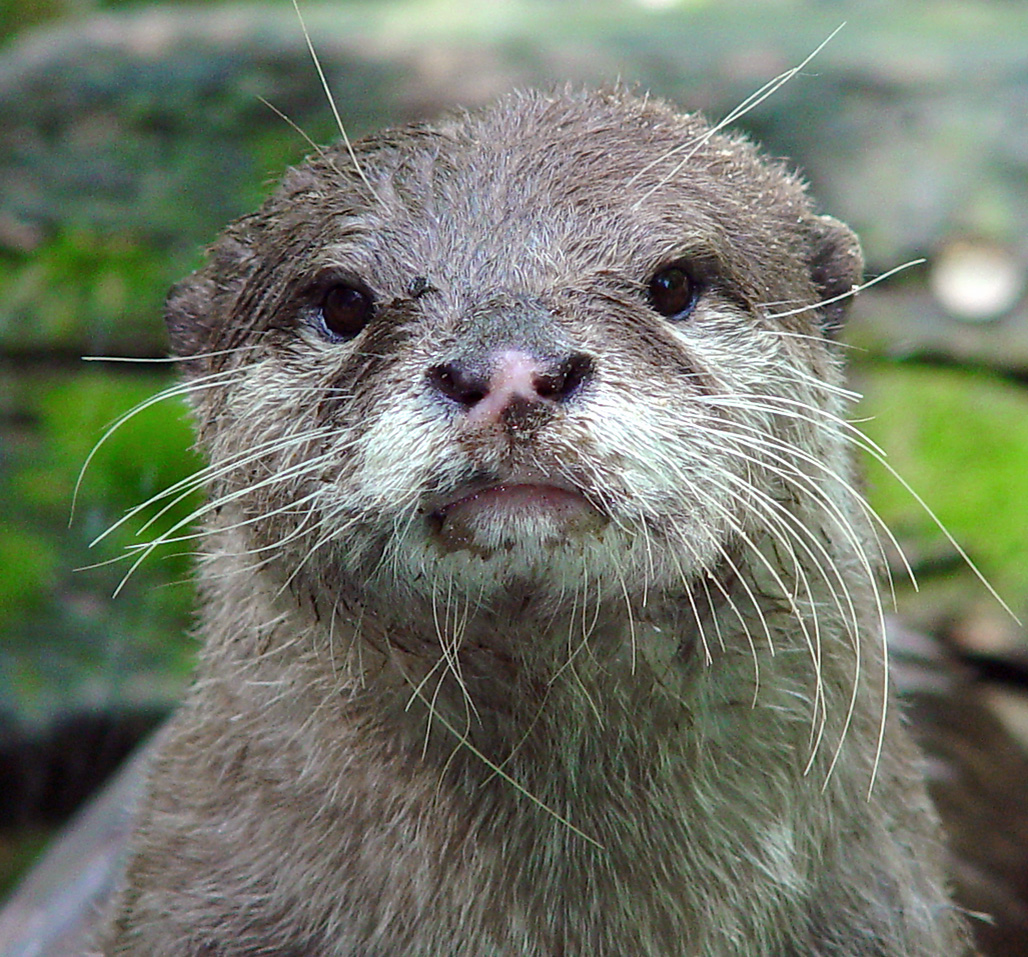
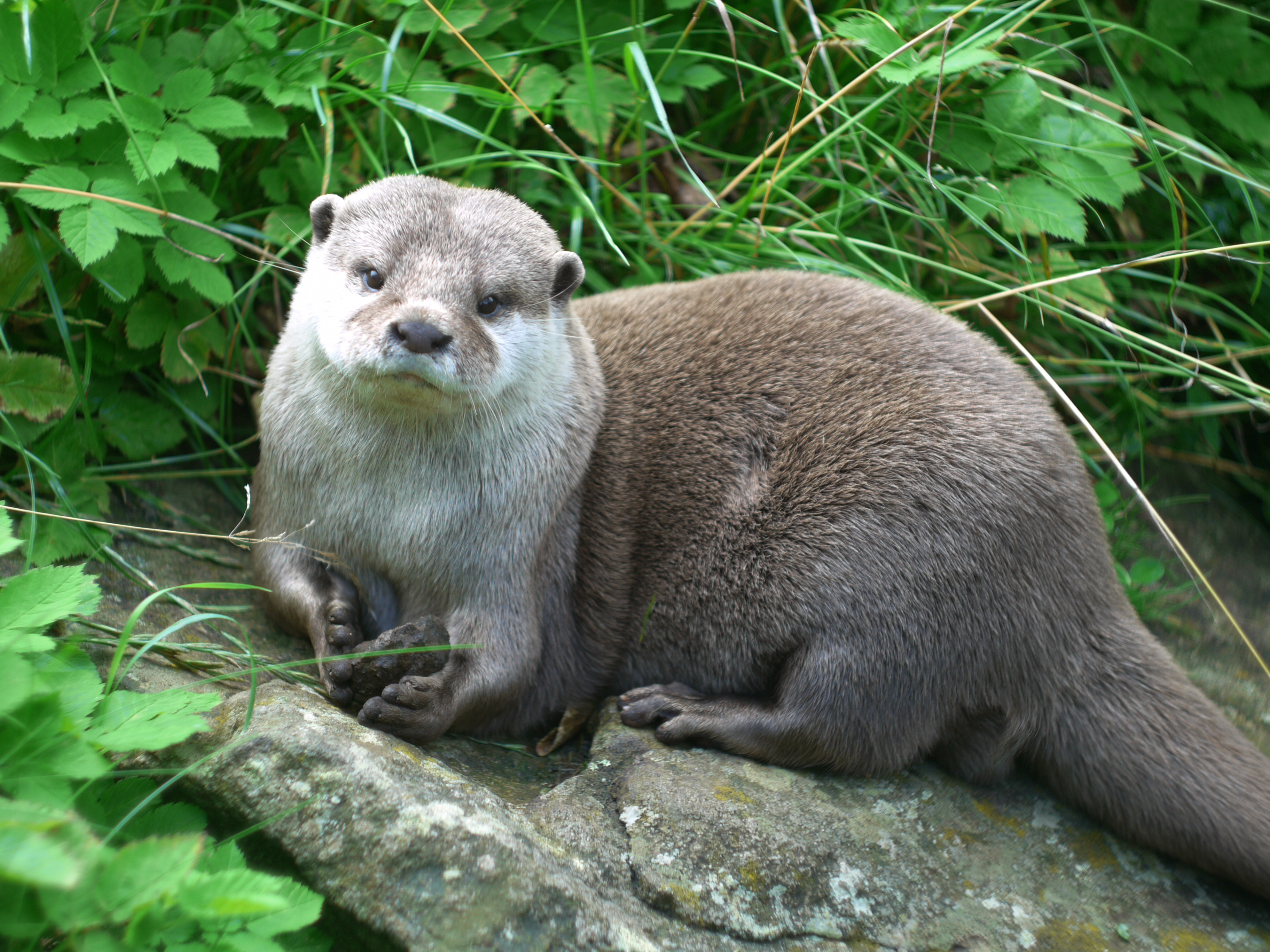
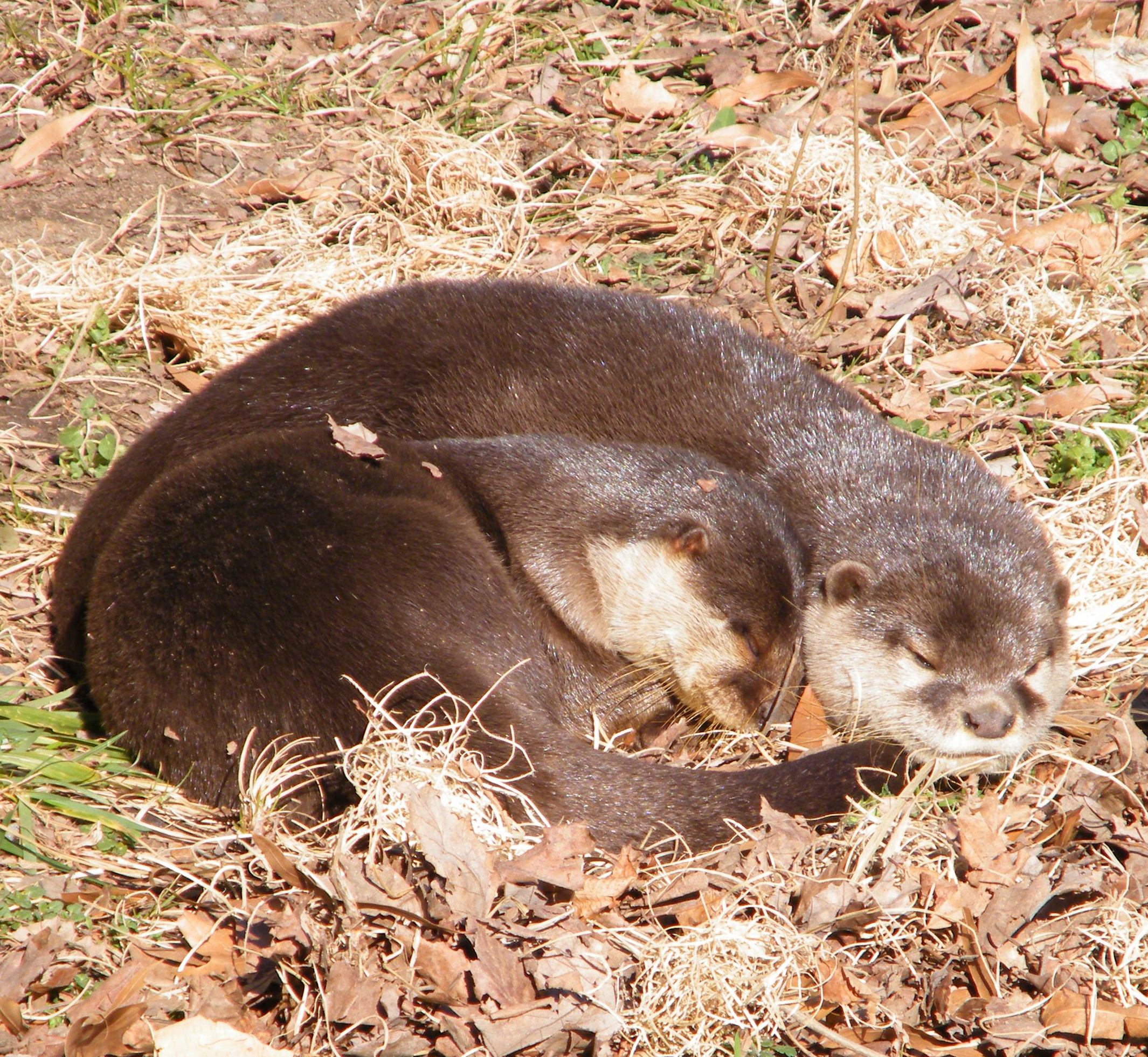

## Hình thái học
Rái cá vuốt bé có chiều dài toàn thân từ 70 đến 100 cm (28–39 in), trong đó đuôi dài khoảng 30 cm (12 in). Cân nặng từ 1 đến 5,4 kg (2,2-11,9 lbs).